# Podagrion terebratum
Podagrion terebratum är en stekelart som beskrevs av Embrik Strand 1911. Podagrion terebratum ingår i släktet Podagrion och familjen gallglanssteklar. Inga underarter finns listade i Catalogue of Life.